# Luko Paljetak
Luko Paljetak (Dubrovnik, 19. kolovoza 1943. – Dubrovnik, 12. svibnja 2024.) bio je hrvatski književnik, prevoditelj i akademik, autor brojnih zbirki pjesama, knjiga za djecu, znanstvenih studija, članaka, eseja i antologija.

## Životopis
Rodio se i odrastao u Dubrovniku u kojem je živio i radio. Studirao je hrvatski i engleski jezik na Filozofskom fakultetu u Zadru gdje je kasnije i radio kao asistent. Bio je redatelj, dramaturg i umjetnički ravnatelj Zadarskoga kazališta lutaka te jedan od urednika Zadarske revije. Doktorirao je na Filozofskom fakultetu u Zagrebu obranom disertacije Književno djelo Ante Cettinea 1992. godine.
Bio je prevoditelj s engleskoga, francuskog i slovenskog jezika. Između ostalih preveo je i neka od Chaucerovih, Shakespearovih, Byronovih, Wildeovih, Joyceovih, Chestertonovih i Prešernovih djela. Preveo je (zajedno sa Zlatkom Tomičićem) i zbirku pjesama makedonskog pjesnika Konstantina Miladinova.
Bio je redovni član HAZU-a i dopisni član SAZU-a, kao i više književnih društava u Hrvatskoj i inozemstvu. Bio je urednik časopisa Dubrovnik dubrovačkoga ogranka Matice hrvatske.  
Mnoge od njegovih pjesama su uglazbljene i postale su nezaobilazni dio dubrovačke i hrvatske pop-kulture (U svakom slučaju te volim, Na Stradunu, pjesme za dječji zbor Mali raspjevani Dubrovnik i ine). Pisao je dramske tekstove i igrokaze koji su, uprizoreni, bili namijenjeni djeci. Isto tako, napisao je razmjerno veliki broj radio-drama namijenjenih odrasloj publici. Jedan od njegovih najpoznatijih dramskih komada nosi naslov Poslije Hamleta i prvi je put objavljen 1997. (Hrvatska sveučilišna naklada, Zagreb). Napisan po opsadi Dubrovnika odnosno početkom Domovinskoga rata, kad je bio i prikazan u gradu Dubrovniku. Dramski tekstovi, poput farsi i drame Orfeuridika, obiluju intertekstualnim i multikulturnim sastavnicama te aluzijama i citatima vezanima za klasična književna djela iz svjetske i suvremene književnosti.
Neka njegova djela u svojoj antologiji Żywe źródła iz 1996. s hrvatskog na poljski prevela je poljska književnica i prevoditeljica Łucja Danielewska.
Dana 11. listopada 2017. godine u zgradi Društva hrvatskih književnika, zajedno s Milom Pešordom, uručena mu je povelja o članstvu u Europskoj akademiji znanosti, umjetnosti i književnosti „Leonardo da Vinci”. Dana 29. ožujka 2023. dobio je nagradu „Iso Velikanović” za životno djelo za književne prijevode. Preminuo je nakon duge i teške bolesti 12. svibnja 2024. godine u 81. godini života.

## Djela
- Nečastivi iz ruže, 1968.
- Tri farse, 1981.
- Jutarnja kocka, 1983.
- Na rubu tijela, 1987.
- Slike s izložbe, 1992.
- Nevenka Arbanas, 1997.
- Pjesni na dubrovačku, 1997.
- Hrvatske teme, 1999.
- Pojmovnik Malog čovjeka, 2001.
- Lapadski Soneti Iva Vojnovića 2002.
- Sastavljanje Orfeja: Studije, drame, pjesme, ogledi, 2005.
- Skroviti vrt, 2004.
- Crna kronika, 2006.
- Grenlandski leptiri, 2006.
- Nevidljiva zastava, 2008.

Knjige za djecu:
- Miševi i mačke naglavačke, 1973., 1975.,1980., 1984., 1986., 1994.
- Slastičar orangutan, 1982.
- Ledomat tata, 1985.
- Roda u drugom stanju, 1988.
- Priče iz male sobe, 1989.
- Lavice na kavici, 1990.
- Duhovi sa Strahurna, 1995.
- Izabrane pjesme za djecu, 1996.

Prepjevi:
- Lord Byron: Childe Harold, 1978.
- Perla, 2022.
- G. K. Chesterton: Balada o bijelom konju, 2023.

## Nagrade i priznanja
Neke od mnogobrojnih nagrada i priznanja:
- 1968.: Nagrada Fonda A.B. Šimić
- 1975.: Nagrada Ivana Brlić Mažuranić
- Župančičeva listina 1982.
- 1984.: Orden Republike s brončanim vijencem
- 1985.: Godišnja nagrada Vladimir Nazor
- 1988.: Nagrada Lastavica
- 1990.: Nagrada Tin Ujević
- 1995.: Goranov vijenac
- 1996.: 
  - Maslinov vijenac, poeta oliveatus, Croatia rediviva u Selcima na otoku Braču
  - Godišnja nagrada HAZU
  - Odličje Danice hrvatske s likom Marka Marulića
- 2001.: Plaketa "Dobrojutro, more", s pjesničkih susreta u Podstrani.[5]
- 2002.: Časna listina IBI-ja, međunarodne udruge izdavača knjiga za djecu
- 2005.: 
  - Zlatna povelja mira Linus Pauling
  - Bosanski stećak
  - Nagrada grada Dubrovnika za životno djelo
  - Godišnja nagrada Vladimir Nazor za roman Skroviti vrt
  - Godišnja nagrada Ksaver Šandor Gjalski za roman Skroviti vrt
  - Kiklop 2005. za najbolji roman godine - Skroviti vrt
- 2007.: Nagrada "Susreti pod starom maslinom" za cjelokupno stvaralaštvo za djecu; dodjeljuje Kulturni centar Bar, Crna Gora
- 2008.: Nagrada „Josip Sever” za zbirku pjesama Nevidljiva zastava
- 2009.: Nagrada „Dragutin Tadijanović” Zaklade HAZU za životno djelo
- 2012.: Nagrada UBIUDR Podravka "Zvonimir Golob"
- 2014.: Zlatna plaketa "Miljenko Smoje"
- 2019.: Povelja Visoka žuta žita, za sveukupni književni opus i trajni doprinos hrvatskoj književnosti - 30. Pjesnički susreti Drenovci 2019.